# Premier Division (Badminton)
Die Premier Division ist im Badminton in England die höchste Spielklasse für Mannschaften, in denen Teams der Countys gegeneinander antreten. Sie wurde 1996 als Nachfolger für die Inter-County Championships installiert, welche von 1930 bis 1996 stattfanden. Die Premier Division wird in die höherklassigere Premier Division A und die niederklassigere Premier Division B unterteilt.

## Die Sieger
| Saison    | Sieger            |
| --------- | ----------------- |
| 1996/1997 | Essex             |
| 1997/1998 | Essex             |
| 1998/1999 | Lancashire        |
| 1999/2000 | Yorkshire         |
| 2000/2001 | Yorkshire         |
| 2001/2002 | Yorkshire         |
| 2002/2003 | Yorkshire         |
| 2003/2004 | Yorkshire         |
| 2004/2005 | Warwickshire      |
| 2005/2006 | Yorkshire         |
| 2006/2007 | Yorkshire         |
| 2007/2008 | Yorkshire         |
| 2008/2009 | Yorkshire         |
| 2009/2010 | Yorkshire         |
| 2010/2011 | Yorkshire         |
| 2011/2012 | Surrey            |
| 2012/2013 | Yorkshire         |
| 2013/2014 | Surrey            |
| 2014/2015 | Yorkshire         |
| 2015/2016 | Yorkshire         |
| 2016/2017 | Yorkshire         |
| 2017/2018 | Middlesex         |
| 2018/2019 | Middlesex         |
| 2019/2020 | Middlesex         |
| 2020/2021 | nicht ausgetragen |
| 2021/2022 | Buckinghamshire   |
| 2022/2023 | Middlesex         |
| 2023/2024 | Middlesex         |
| 2024/2025 | Avon              |